# Aufzugsmaschine
Aufzugsmaschinen dienen dem Antrieb von Treibscheiben- und Trommelaufzügen. Sie bestehen aus einem Elektromotor, meistens einem Getriebe, einer oder zwei Bremsen und einer Seiltrommel oder Treibscheibe.

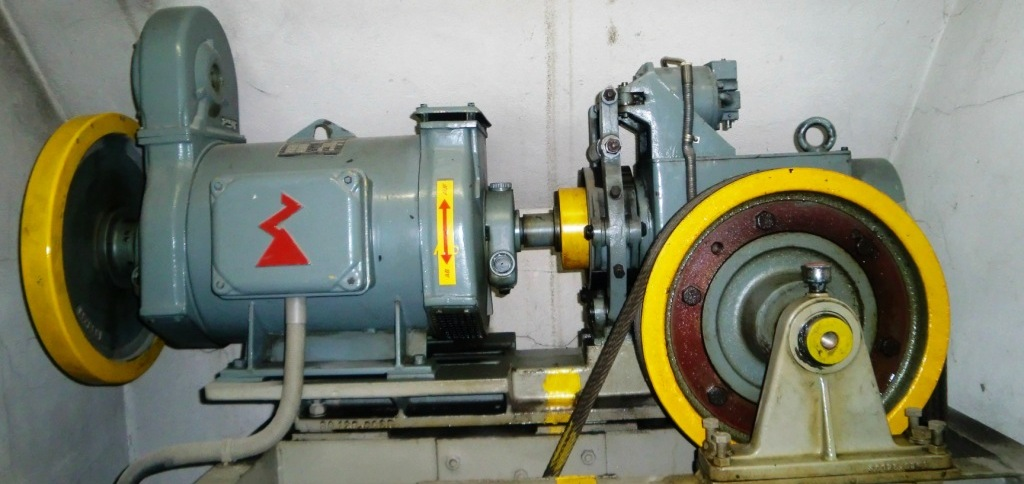
Aufzugsmaschine mit Schneckenradgetriebe, Bj. 1964

## Geschichte
In der Anfangszeit der Aufzüge im späten 19. Jahrhundert kamen erst Dampfmaschinen zum Einsatz, diese wurden jedoch durch Elektrifizierung und Elektromotoren recht schnell verdrängt. Als Fördermaschinen in Bergwerken waren Dampfmaschinen jedoch teilweise noch bis ins späte 20. Jahrhundert im Betrieb.

## Motoren
Für Aufzugsmaschinen kommen üblicherweise spezielle Bauformen von Drehstrom-Synchron- und -Asynchronmotoren zum Einsatz. Bei Anlagen mit großen Förderhöhen und Geschwindigkeiten kamen bis zum Aufkommen von Frequenzumrichtern auch Gleichstrommotoren mit Leonardsatz zur Anwendung. Erst durch die Einführung von Frequenzumrichtern wurde es möglich, bei größeren Anlagen standardisierte Industriemotoren zu verbauen.

### Standardmotor
Bei gewöhnlichen Aufzügen in nicht allzu hohen Wohnhäusern wurden auch einstufige Standardmotoren verbaut. Zum Halten schaltet der Schütz den Motorstrom aus und die Bremse greift sofort. Durch Beladung, Temperatur und Bremsenzustand konnte es so leicht zu nicht bündigem Stillstand in der Station kommen. Heute sind solche potentiellen Stolperfallen nicht mehr erlaubt.

### 2-Wicklungsmotor

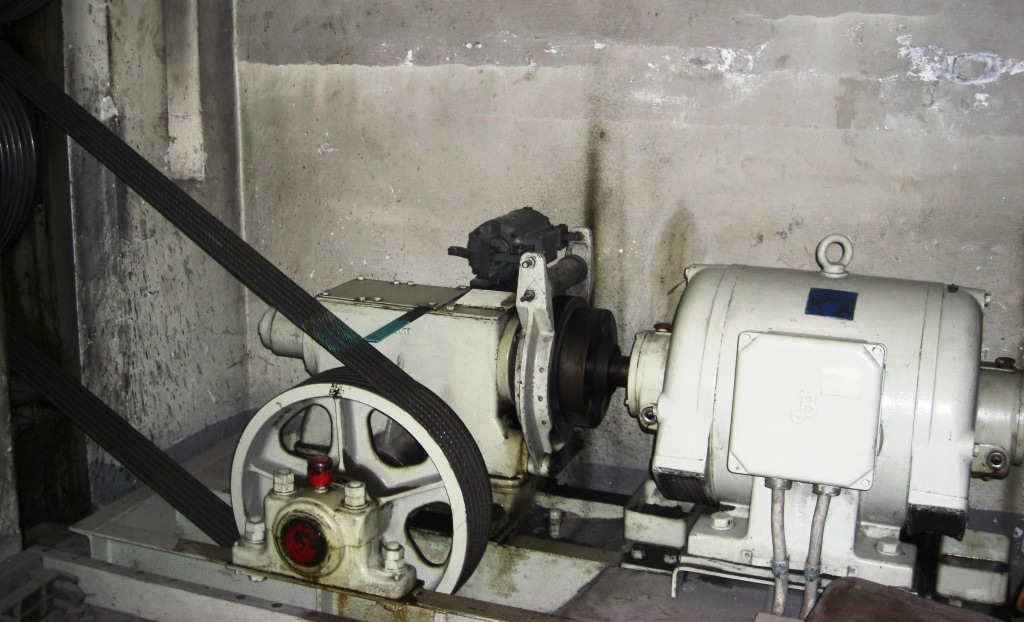
Aufzugsmotor eines 4.000 kg-Lastenaufzugs, Fabrikat: Bruncken

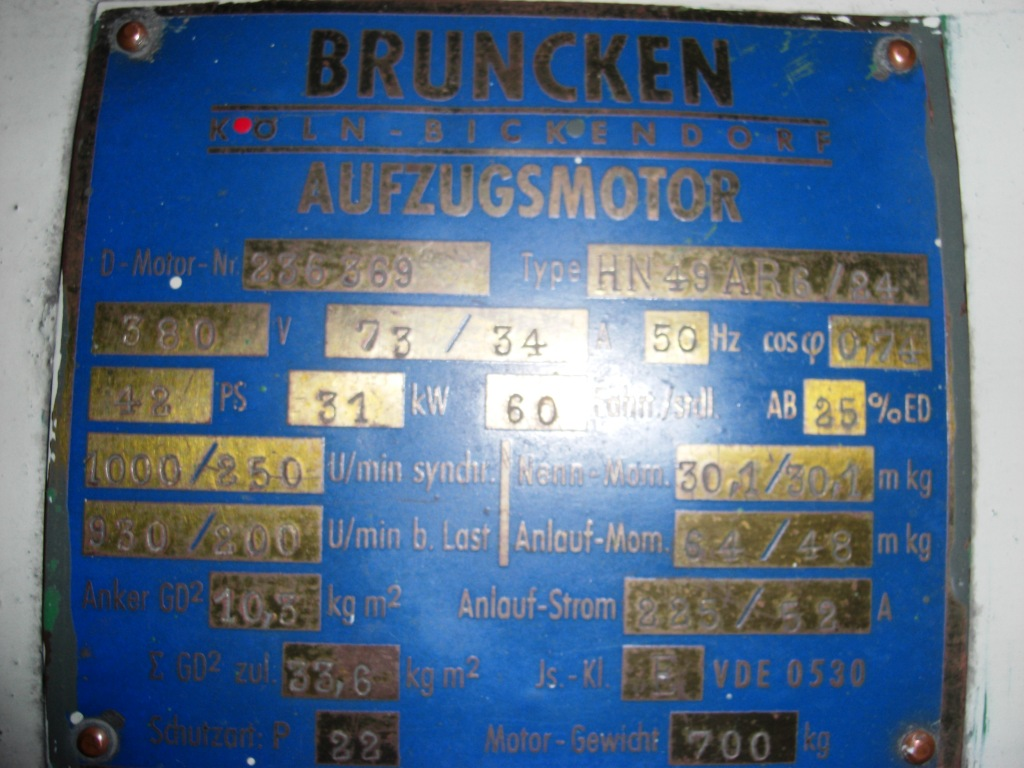
Typenschild des oben abgebildeten Motors: Zu sehen sind u. a. die 2 Drehzahlangaben und die Anlaufströme

Um den Ruck beim Anfahren und besonders beim Abbremsen zu reduzieren und trotzdem eine hohe Fahrgeschwindigkeit ohne aufwendige Regelungstechnik zu erreichen, wurden Asynchronmotoren mit zwei Wicklungen unterschiedlicher Polpaarzahl entwickelt. Dadurch wird eine hohe Fahrgeschwindigkeit einerseits und eine niedrige An- und Einfahrgeschwindigkeit andererseits erreicht. Zusätzlich ist ein bündiger Stopp in der Station leichter auszuführen. Über zwei Schütze werden die Wicklungen nacheinander geschaltet. Der trotzdem noch unvermeidliche Ruck beim Ein- bzw. Umschalten wird durch ein Schwungrad weiter reduziert.
Dieser Motortyp war bis zur Einführung der frequenzgeregelten Antriebe der verbreitetste, wird jedoch mittlerweile nicht mehr gebaut. Durch seine robuste und einfache Bauart ist er extrem langlebig, bei Modernisierungen wird er deshalb häufig mit einem Frequenzumrichter (auf der „schnellen“ Wicklung) nachgerüstet. Diese Art Motor kam bis zu Geschwindigkeiten von etwa 1,5 m/s in Aufzugsanlagen zum Einsatz.

### Gleichstrommotor
Gleichstrommotoren wurden bei höheren Geschwindigkeiten verwendet, wenn die Regelung über den 2-Wicklungsmotor nicht genügte. Der schaltungs- und regelungstechnische Aufwand und der Platzbedarf waren jedoch durch den erforderlichen Leonardsatz um ein Vielfaches höher. Auch der Wartungsaufwand und Energieverbrauch war bedeutend größer.

### Permanentmagneterregte, frequenzgeregelte Synchronmotoren

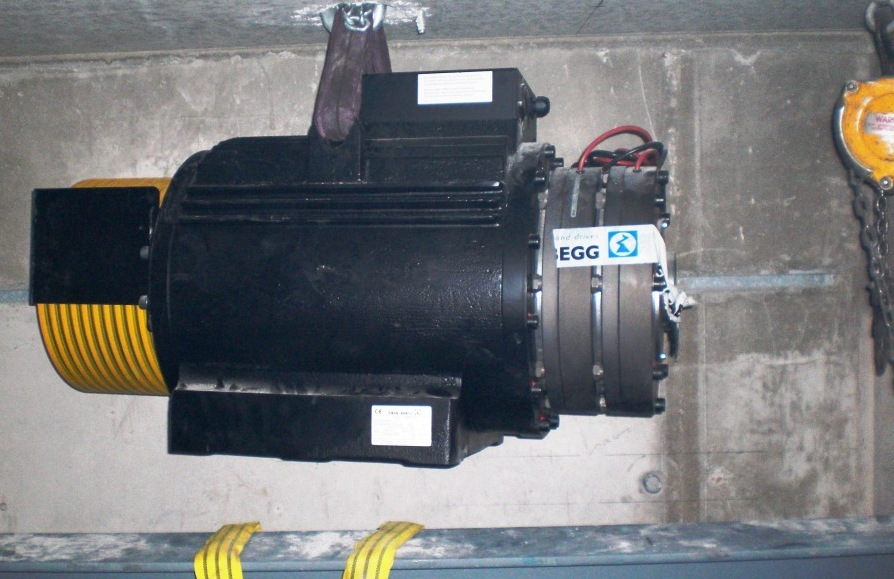
Synchronmotor Zetatop mit ~6 kW bei 96/min und 1.100 Nm: Rechts die 2 Scheibenbremsen, links die Treibscheibe

Permanentmagneterregte, frequenzgeregelte Synchronmotoren stellen die modernste Bauform für Aufzugsmotoren dar. Sie erreichen bei sehr niedrigen Drehzahlen (typischerweise um die 100/min) enorme Drehmomente, so dass auf ein zusätzliches Getriebe verzichtet werden kann. Damit wird ein nahezu geräuschloser Lauf und sehr geringer Wartungsaufwand erreicht. Auf ihrem Rotor sind extrem starke Permanentmagnete angeordnet, auf den Stator bis zu 32 Polpaare gewickelt. Die maximale Frequenz liegt so weit unter 50 Hz, dass diese Motoren nur mit speziellen Frequenzumrichtern betrieben werden können.

## Getriebe
Um die hohe Drehzahl und das niedrige Drehmoment der Asynchronmotoren für den Aufzugsbetrieb nutzbar zu machen, kommen verschiedene Arten von Getrieben zum Einsatz. Durch Verwendung besonders kleiner Treibscheiben mit Gurten oder sehr dünnen Seilen können bei einigen modernen Aufzügen auch Asynchronmotoren ohne Getriebe verwendet werden.

### Schneckenradgetriebe
Schneckenradgetriebe stellen aufgrund des sehr hohen Übersetzungsverhältnisses in einer Stufe, ihrer kompakten Bauform und der – je nach Übersetzung mehr oder weniger – hohen Selbsthemmung die am meisten und am längsten verwendete Aufzugsgetriebe dar. Es gibt sie in allen Baugrößen für alle Nutzlastbereiche. Bis in die 1980er Jahre wurden sie getrennt von den Motoren auf Grundrahmen oder Fundamenten aufgestellt, durch eine Wellenkupplung wurden die beiden Einheiten miteinander verbunden. Mittlerweile hat sich die integrierte Bauweise durchgesetzt, bei der der Motor direkt an das Getriebegehäuse angeflanscht wird. Diese Bauweise bietet Vorteile bei der Montage, da Motor und Getriebe nicht mehr zueinander ausgerichtet werden müssen. Ein weiterer Vorteil besteht darin, dass es nicht mehr durch Setzung des Maschinenfundaments zu einem Wellenverzug zwischen Motor und Getriebe kommen kann. Auch die Dreipunktlagerung der Treibscheibenwelle gilt heute als überholt, da es hier durch Dauerwechselbelastung einer falsch montierten Welle gelegentlich zu Brüchen derselben und in deren Folge zum Absturz nach oben kam.

### Planetengetriebe
Planetengetriebe kommen wegen ihres komplizierten Aufbaus nur äußerst selten zum Einsatz. Durch ihre hohen Anschaffungskosten und die mit dem Verschleiß der Zahnräder stark zunehmende Geräuschentwicklung hat diese Getriebeart trotz ihres hohen Wirkungsgrades nur eine Außenseiterrolle.

### Keilriemengetriebe

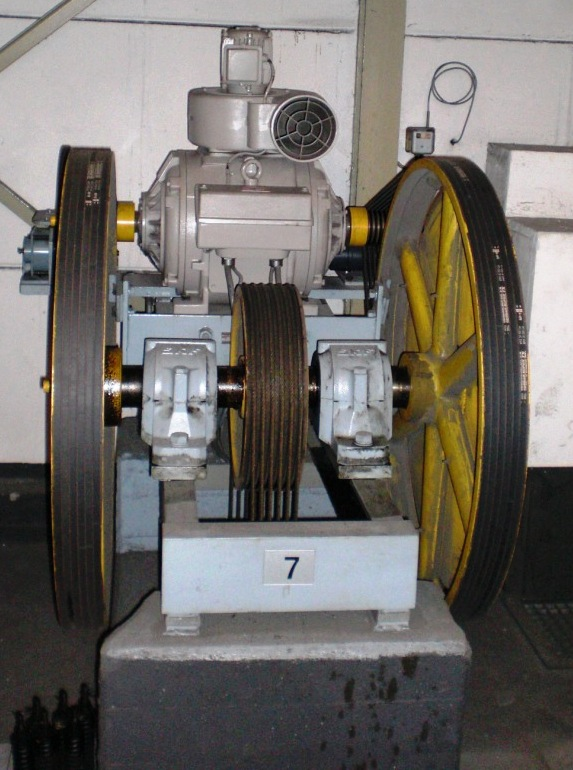
Aufzugsmaschine mit Keilriemengetriebe

Keilriemengetriebe stellen eine weitere Bauart dar. Ihre Vorteile sind der sehr einfache Aufbau, die hohe Laufruhe, ölfreier Betrieb, sowie deren leichte Wartung und Reparatur. Als Nachteile sind die relativ aufwendige und zeitintensive Montage, der hohe Platzbedarf, sowie die begrenzte Lebensdauer von fünf bis zehn Jahren der Keilriemen zu nennen. Keilriemengetriebe wurden in den 1960er Jahren eingeführt, werden jedoch aktuell nicht mehr gebaut.

### Weitere Bauarten
Verschiedene Hersteller haben noch weitere, zum Teil sehr exotische Varianten von Getrieben auf dem Markt zu etablieren versucht. Sie setzten sich jedoch nicht durch, da mit den frequenzgeregelten Direktantrieben der geringste Energieverbrauch wie Montageaufwand einerseits, die besten Fahreigenschaften und niedrigsten Investitionskosten andererseits, erreicht werden.

## Bremsen
Ähnlich wie beim Automobil waren in der Anfangszeit Trommelbremsen die einzige Möglichkeit den Aufzug am Ende der Fahrt wieder zum Stehen zu bringen. Mit dem Auftauchen der Direktantriebe und der integrierten Getriebemotoren kamen zunehmend Scheibenbremsen zum Einsatz. Gelöst werden seit jeher alle Bremsen von Elektromagneten, die Bremskraft wird durch Federkraft erzielt. Eine einzelne Bremse zum Abbremsen der Anlage reichte lange Zeit aus. Zahlreiche durch Bremsversagen ausgelöste Unfälle führten jedoch zur Einführung der Zweikreisbremse, bei der zwei voneinander unabhängige, vollwertige Bremsen die Sicherheit der Aufzugsanlage wesentlich erhöhen.